# Liga Nacional de Guatemala 1973
La Liga Nacional de Guatemala 1973 es el vigésimo segundo torneo de la Liga de fútbol de Guatemala. El campeón del torneo fue el Municipal, consiguiendo su octavo título de liga.

## Formato
El formato del torneo era de todos contra todos a dos vueltas, donde el primer lugar era el campeón, En caso de empate por puntos se realizaría una serie extra de dos partidos a visita recíproca para determinar quien era el campeón.
Por ganar el partido se otorgaban 2 puntos, si era empate era un punto, por perder el partido no se otorgaban puntos.

## Equipos participantes
| Club                   | Ciudad              | Departamento   |
| ---------------------- | ------------------- | -------------- |
| Aurora                 | Ciudad de Guatemala | Guatemala      |
| Cementos Novella       | Ciudad de Guatemala | Guatemala      |
| Comunicaciones         | Ciudad de Guatemala | Guatemala      |
| JUCA                   | Puerto Barrios      | Izabal         |
| Juventud Retalteca     | Retalhuleu          | Retalhuleu     |
| Municipal              | Ciudad de Guatemala | Guatemala      |
| Suchitepéquez          | Mazatenango         | Suchitepéquez  |
| Tipografía Nacional    | Ciudad de Guatemala | Guatemala      |
| Universidad            | Ciudad de Guatemala | Guatemala      |
| Xelajú Mario Camposeco | Quetzaltenango      | Quetzaltenango |

### Equipos por Departamento
| Departamento                                      | N.º | Equipos                                                                                |
| ------------------------------------------------- | --- | -------------------------------------------------------------------------------------- |
| Guatemala                                         | 6   | Aurora, Cementos Novella, Comunicaciones, Municipal, Tipografía Nacional, Universidad. |
| Izabal                                            | 1   | Juventud Católica                                                                      |
| Quetzaltenango                                    | 1   | Xelajú MC.                                                                             |
| Archivo:Coat of arms of Retalhuleu.gif Retalhuleu | 1   | Juventud Retalteca                                                                     |
| Suchitepéquez                                     | 1   | Suchitepéquez                                                                          |

## Clasificación
|  | Pos. | Equipos                   | PJ | PG | PE | PP | GF | GC | Dif. | PTS | Clasificación                                                                          |
|  | ---- | ------------------------- | -- | -- | -- | -- | -- | -- | ---- | --- | -------------------------------------------------------------------------------------- |
|  | 1º   | Municipal                 | 27 | 14 | 10 | 3  | 46 | 27 | +19  | 38  | Copa de Campeones de la Concacaf 1974 - 2ª fase Copa Fraternidad 1974 - Fase de grupos |
|  | 2º   | Aurora                    | 27 | 14 | 9  | 4  | 45 | 23 | +22  | 37  | Copa de Campeones de la Concacaf 1974 - 1ª fase Copa Fraternidad 1974 - Fase de grupos |
|  | 3º   | Comunicaciones            | 27 | 10 | 10 | 7  | 33 | 28 | +5   | 30  |                                                                                        |
|  | 4º   | Cementos Novella          | 27 | 9  | 10 | 8  | 40 | 35 | +5   | 28  |                                                                                        |
|  | 5º   | Tipografía Nacional       | 27 | 9  | 10 | 8  | 27 | 26 | +1   | 28  |                                                                                        |
|  | 6º   | Juventud Retalteca        | 27 | 9  | 9  | 9  | 35 | 27 | +8   | 27  |                                                                                        |
|  | 7º   | Xelajú MC                 | 27 | 5  | 12 | 10 | 30 | 45 | -15  | 22  |                                                                                        |
|  | 8º   | Suchitepéquez             | 27 | 7  | 7  | 13 | 30 | 44 | -14  | 21  |                                                                                        |
|  | 9°   | Universidad de San Carlos | 27 | 7  | 6  | 14 | 31 | 41 | -10  | 20  | Descendidos                                                                            |
|  | 10º  | Juventud Católica         | 27 | 5  | 9  | 13 | 25 | 46 | -21  | 19  | Descendidos                                                                            |
|  |      |                           |    |    |    |    |    |    |      |     |                                                                                        |

## Campeón
| Campeón Temporada 1973 |
| Municipal 8º Título    |
| ---------------------- |